# Криогенный бластинг
Криогенный бластинг (от греч. krýos — холод, мороз, лёд, от англ. blast — взрыв, взрывать) — процесс нагнетания гранул сухого льда под давлением воздушной струи на очищаемую поверхность. В общих чертах метод подобен пескоструйной обработке и другим видам бластинга, только в качестве абразивного материала выступает сухой лёд.

## Технология
При криогенном бластинге сухой лёд поступает на поверхность со скоростью, близкой к скорости звука, и создает минивзрывы на поверхности, тем самым отбивая загрязнения.
Из бункера очистной установки гранулы сухого льда подаются через дозатор в поток сжатого воздуха. Далее гранулы сухого льда по струйному шлангу подаются в пистолет, где они получают ускорение до 300 м/сек и с потоком сжатого воздуха распыляются на обрабатываемую поверхность.
Слой загрязнения подвергается молниеносному охлаждению (-79 °C), становится хрупким и отделяется от поверхности (термический эффект). Последующее распыление гранул полностью удаляет его остатки (механический эффект).
В отличие от известных методов обработки песком, в данном случае обрабатываемая поверхность не получает абсолютно никаких повреждений.
По объёму углекислый газ превосходит сухой лёд, примерно в 800 раз, поэтому сублимация за несколько м/сек вызывает микровзрыв в точке воздействия.
При столкновении с очищаемой поверхностью гранулы сухого льда с температурой −79 °C, переходя в газообразное состояние, полностью испаряются, остаётся лишь удалённое загрязнение.
Таким образом, нет необходимости тратить время и деньги на утилизацию распыляемой субстанции (вторичных отходов, таких как: грязная вода, абразив, растворители).
Согласно ГОСТ 12162-77 сухой лёд нетоксичен, взрывоопасен (если смешать много сухого льда с малым объёмом воды), не проводит электричество.

## Применение
- Реставрация фасадов и памятников.
- Очистка машин и оборудования в сборе, отдельных деталей, узлов и механизмов.
- Подготовка поверхности под покраску.
- Очистка литьевых форм, пресс-форм, прессов, штампов, шнеков.
- Очистка колёсных пар, тележек, оборудования и машинных узлов локомотивов.
- Профилактическая и капитальная очистка оборудования без демонтажа и отключения электропитания: электродвигателей, генераторов, трансформаторов, распределительных щитов, изоляторов, теплообменников, турбин и других агрегатов.
- Очистка систем вентиляции.
- Очистка деревянных поверхностей.

Криогенный бластинг удаляет:
- Грязь, масло, жировые отложения, бензин, смолу, гудрон;
- Асбест;
- Токсичные остатки, сажу, нагар;
- Клей, пропиточные составы, напыления;
- Радиоактивные загрязнения;
- Тяжёлые металлы;
- Сварочный шлак;
- Смазку для литейных форм;
- Чернила;
- Лаки, краски;
- Водоросли, слизь, морских моллюсков.

## Преимущества
- Увеличивает срок эксплуатации оборудования, так как очистка сухим льдом может проводиться без разборки оборудования, охлаждения и сушки.
- Снижение объёма отходов, так как сухой лёд испаряется после соприкосновения с поверхностью.
- Экологическая безопасность. Поскольку частицы сухого льда получаются в процессе преобразования жидкого диоксида углерода (СО2) в снег, они исчезают при контакте с поверхностью, не выбрасывая токсических веществ в окружающую среду. Сухой лёд не токсичен.
- Высокая скорость очистки.
- Неабразивный, невоспламеняющийся и непроводящий электричество метод очистки.
- Устраняет риск повреждения оборудования. Криогенный бластинг — не абразивная и не коррозийная процедура; при его использовании не образуются выбоины, поверхность не стирается и не повреждаются.
- Препятствует появлению и росту бактерий, плесени. За счёт экстремальной температуры −79 ºС сухой лёд немедленно убивает бактерии и грибки при контакте. Во время чистки происходит дезинфекция без применения химикатов, токсинов или дополнительных агентов.